# 篠崎駅
篠崎駅（しのざきえき）は、東京都江戸川区篠崎町七丁目にある、東京都交通局（都営地下鉄）新宿線の駅。駅番号はS 20。
江戸川区、東京都区部並びに東京都内で最東端に位置する駅である。

## 歴史
- 1986年（昭和61年）9月14日：船堀駅から延伸された際の終着駅として開業[1]。
- 1989年（平成元年）3月19日：本八幡駅までの延伸開業に伴い、中間駅になる[3][4]。
- 2007年（平成19年）3月18日：ICカード「PASMO」の利用が可能となる[5]。
- 2008年（平成20年）5月20日：西口（ツインプレイス側）の供用を開始。

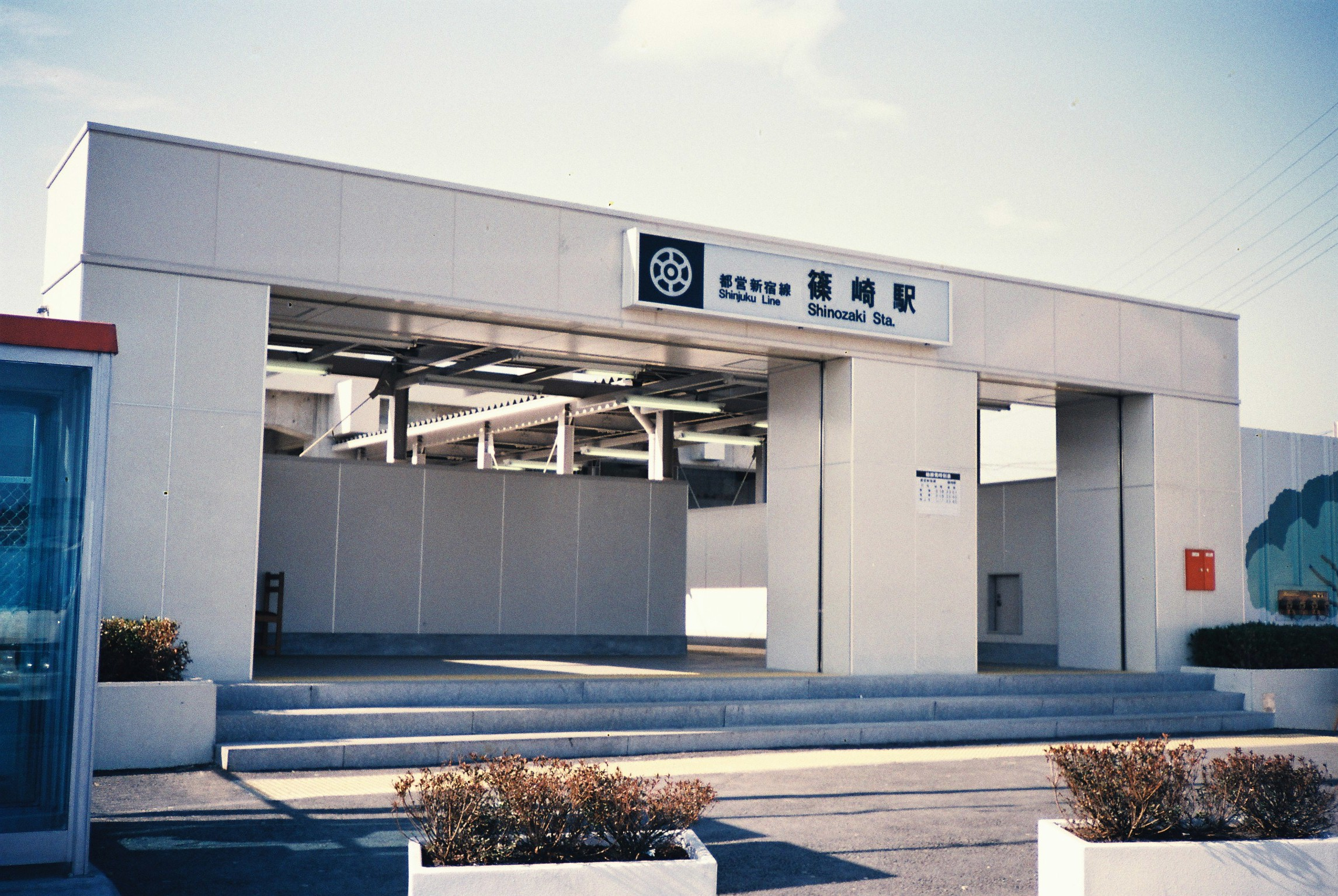
開業当初の出入口（1987年2月）
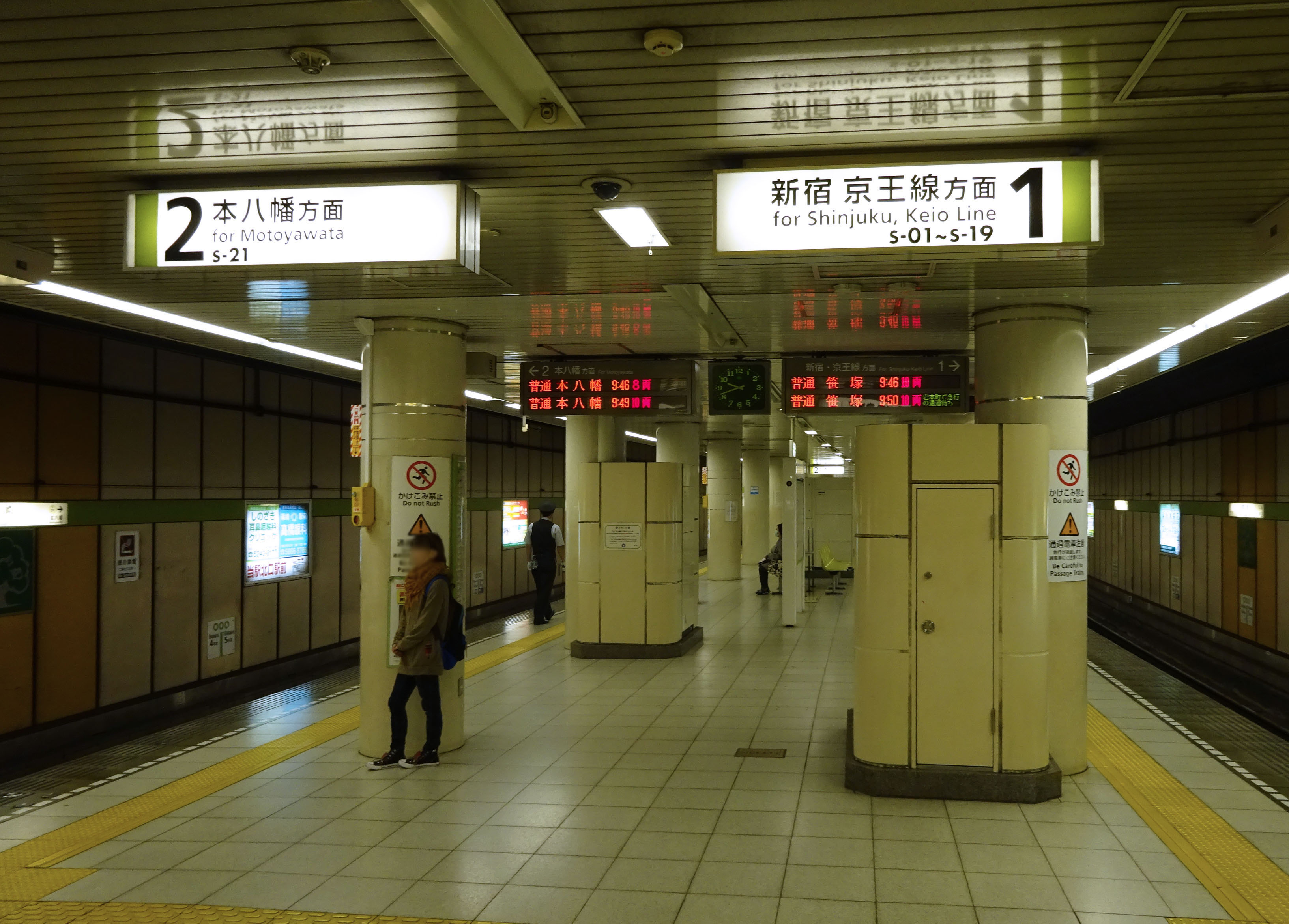
ホームドア設置前のホーム（2014年12月）

## 駅構造
島式ホーム1面2線を有する地下駅。東京交通会館所有の駅ビル「交通会館篠崎ビル」の下にあり、駅ビルには江戸川区篠崎コミュニティホールやサミットをはじめとする商業施設、公共施設、住宅が入居している。
エレベーター・エスカレーター・だれでもトイレを設置している。なお、エレベーター専用の出入口・改札口に自動券売機は設置されていない。
篠崎 - 本八幡間の行政手続きの遅れから、開業当初は当駅が暫定的な終着駅となった。このため本八幡寄りの構築を当初計画から変更し、両渡り線と引き上げ線を設置していた。本八幡駅への延伸時に引き上げ線は本線となり、両渡り線も撤去され、跡地の一部に保線用機器の留置線が設けられている。

### のりば
| 番線 | 路線       | 行先              |
| ---- | ---------- | ----------------- |
| 1    | 都営新宿線 | 新宿・ 京王線方面 |
| 2    | 都営新宿線 | 本八幡方面        |

（出典：都営地下鉄:駅構内図）

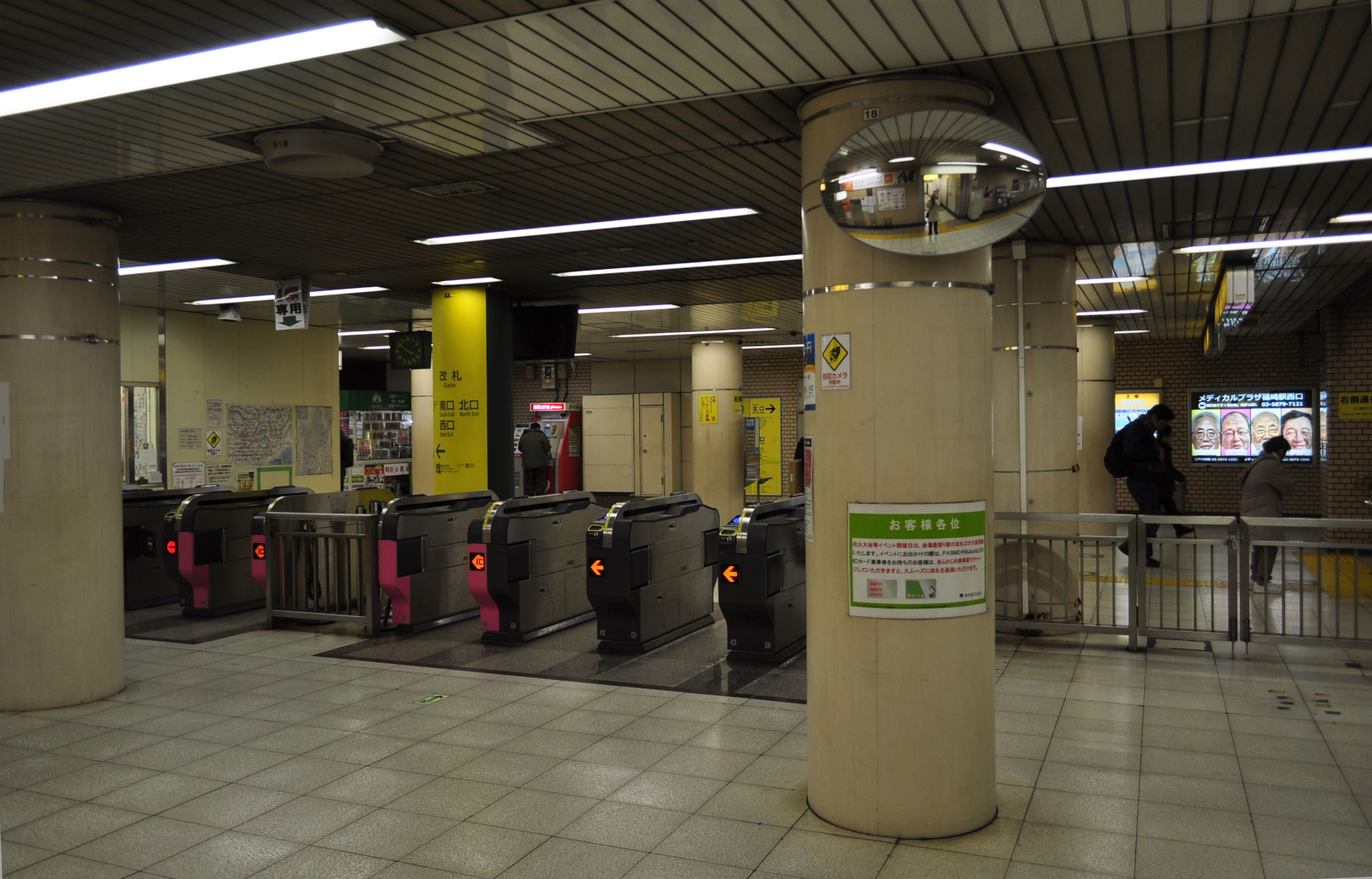
改札口（2018年3月）
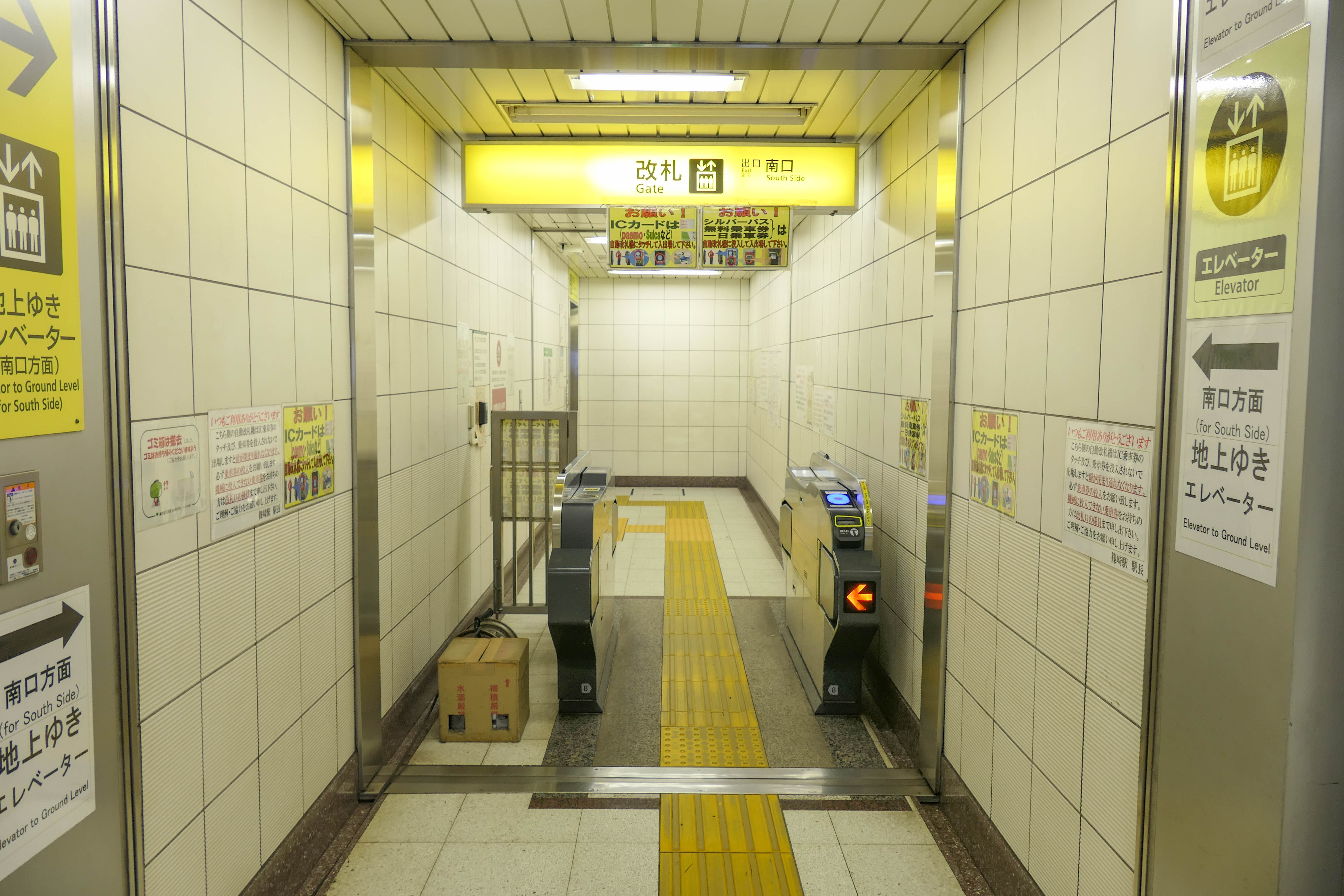
エレベーター専用改札口（2022年11月）
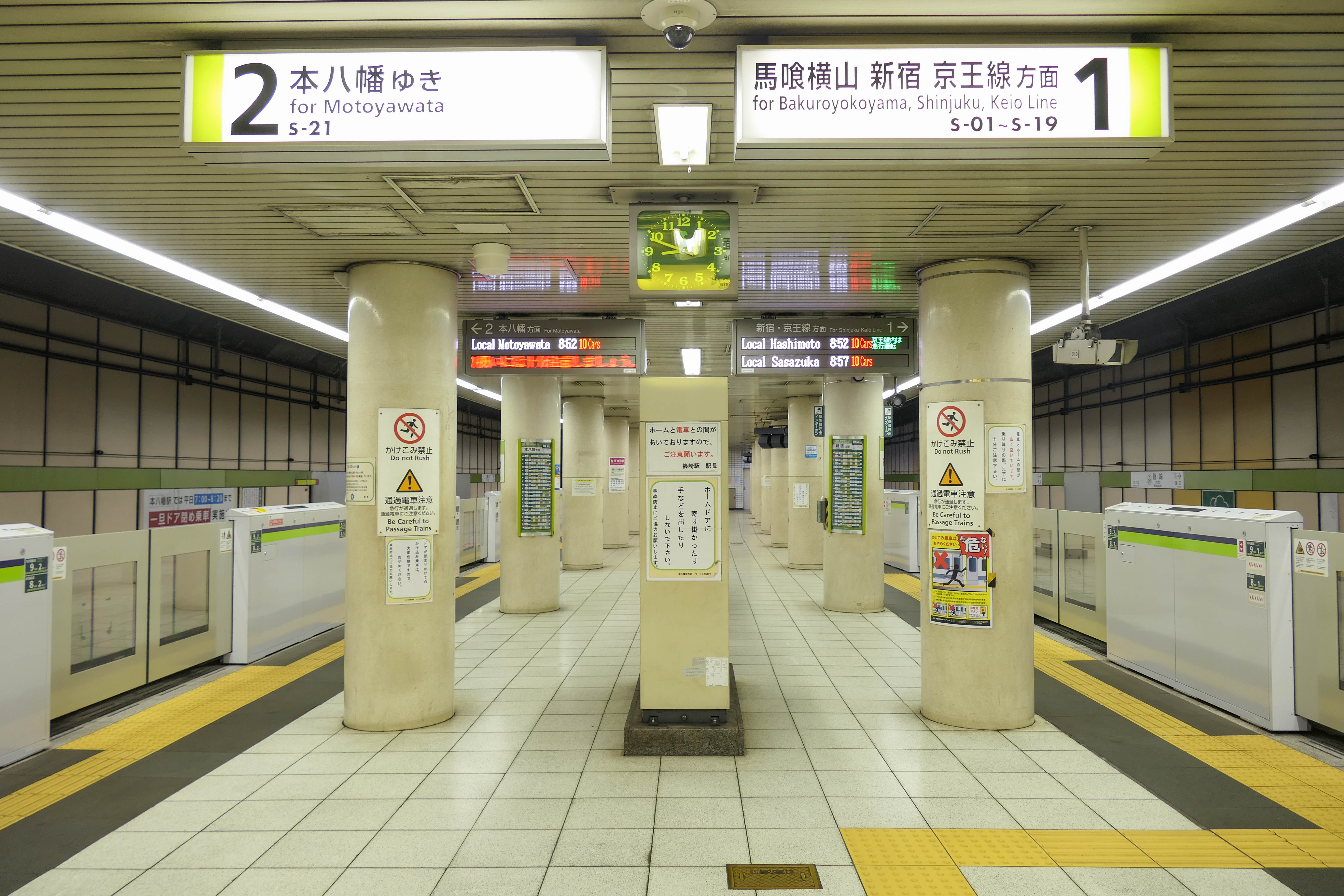
ホーム（2022年11月）

## 利用状況
2023年（令和5年）度の1日平均乗降人員は38,263人（乗車人員：19,220人、降車人員：19,043人）である。
各年度の1日平均乗降・乗車人員数は下表の通り。
| 年度               | 1日平均 乗降人員 | 1日平均 乗車人員 | 出典       |
| ------------------ | ---------------- | ---------------- | ---------- |
| 1986年（昭和61年） |                  | 4,950            | [ * 1 ]    |
| 1987年（昭和62年） |                  | 6,372            | [ * 2 ]    |
| 1988年（昭和63年） |                  | 7,370            | [ * 3 ]    |
| 1989年（平成元年） |                  | 8,603            | [ * 4 ]    |
| 1990年（平成02年） |                  | 9,137            | [ * 5 ]    |
| 1991年（平成03年） |                  | 10,109           | [ * 6 ]    |
| 1992年（平成04年） |                  | 10,953           | [ * 7 ]    |
| 1993年（平成05年） |                  | 11,721           | [ * 8 ]    |
| 1994年（平成06年） |                  | 12,027           | [ * 9 ]    |
| 1995年（平成07年） |                  | 12,359           | [ * 10 ]   |
| 1996年（平成08年） |                  | 12,636           | [ * 11 ]   |
| 1997年（平成09年） |                  | 12,690           | [ * 12 ]   |
| 1998年（平成10年） |                  | 12,786           | [ * 13 ]   |
| 1999年（平成11年） |                  | 12,754           | [ * 14 ]   |
| 2000年（平成12年） |                  | 12,945           | [ * 15 ]   |
| 2001年（平成13年） |                  | 13,214           | [ * 16 ]   |
| 2002年（平成14年） |                  | 13,718           | [ * 17 ]   |
| 2003年（平成15年） | 28,355           | 14,172           | [ * 18 ]   |
| 2004年（平成16年） | 28,939           | 14,548           | [ * 19 ]   |
| 2005年（平成17年） | 29,294           | 14,734           | [ * 20 ]   |
| 2006年（平成18年） | 30,266           | 15,184           | [ * 21 ]   |
| 2007年（平成19年） | 31,388           | 15,834           | [ * 22 ]   |
| 2008年（平成20年） | 32,343           | 16,323           | [ * 23 ]   |
| 2009年（平成21年） | 32,968           | 16,638           | [ * 24 ]   |
| 2010年（平成22年） | 33,184           | 16,712           | [ * 25 ]   |
| 2011年（平成23年） | 32,886           | 16,619           | [ * 26 ]   |
| 2012年（平成24年） | 34,260           | 17,241           | [ * 27 ]   |
| 2013年（平成25年） | 35,578           | 17,922           | [ * 28 ]   |
| 2014年（平成26年） | 36,238           | 18,227           | [ * 29 ]   |
| 2015年（平成27年） | 37,589           | 18,894           | [ * 30 ]   |
| 2016年（平成28年） | 38,654           | 19,420           | [ * 31 ]   |
| 2017年（平成29年） | 39,858           | 20,018           | [ * 32 ]   |
| 2018年（平成30年） | 41,007           | 20,581           | [ * 33 ]   |
| 2019年（令和元年） | 41,165           | 20,643           | [ * 34 ]   |
| 2020年（令和02年） | 32,730           | 16,453           | [ 都交 2 ] |
| 2021年（令和03年） | 34,557           | 17,389           | [ 都交 3 ] |
| 2022年（令和04年） | 36,382           | 18,308           | [ 都交 4 ] |
| 2023年（令和05年） | 38,263           | 19,220           | [ 都交 1 ] |

## 駅周辺
駅前にはスーパーマーケットやドラッグストアなどの商業施設が多く立地する。駅から少し離れると住宅街が広がり、篠崎公園や一級河川の江戸川、篠崎緑地がある。
- 江戸川
- 京葉道路（国道14号）
  - 篠崎インターチェンジ
- 篠崎公園
- 篠崎ポニーランド
- 警視庁小松川警察署篠崎駅前交番
- 東京都立篠崎高等学校
- 東京交通会館篠崎ビル
  - ライフ篠崎店
  - 江戸川区篠崎コミュニティホール
- 篠崎ツインプレイス
  - サミット篠崎ツインプレイス店
  - りそなパーソナルステーション篠崎
  - 江戸川区立篠崎図書館
- マツモトキヨシ篠崎店
- ビッグ・エー江戸川篠崎店
- ドラッグセイムス篠崎店
- 江戸川篠崎七郵便局
- 千葉銀行篠崎支店
- 三井住友銀行江戸川支店
- 朝日信用金庫篠崎駅支店

## バス路線
駅南口前のバスロータリーに、京成バスの篠崎駅バス停、都営バスの篠崎駅前バス停が設置されている。
また、江戸川区花火大会開催日（毎年8月第1土曜日）には、東京都交通局により一之江駅前経由葛西駅前行き直通バスが運行される。
- 新小71：新小岩駅行き
- 小72：小岩駅行き
- 船28：船堀駅前行き
- 新小71：江戸川スポーツランド行き
- 新小71・小72：瑞江駅行き
- 小72：一之江駅行き

## 付記
- 毎年8月第1土曜日に開催される江戸川区花火大会の最寄り駅であり、開催時刻前後は安全確保のため北口と西口を閉鎖、また終了直後は入場規制が行われ、地上出口付近でも乗車券の販売を行う。また、開始前に数本の急行が当駅に臨時停車するほか、終了後は臨時列車が運行される。
- 東京交通会館篠崎ビルにはからくり時計が設置されている。毎日12時から18時の間の2時間おきに正時になると鐘のメロディとともに人形が出て来て、その季節にあった童謡を演奏する。また、演奏があった次の時間の正時ではチャイムのみが鳴る。なお、東日本大震災以降、節電のためにからくり部分が停止されている。

## 隣の駅
東京都交通局（都営地下鉄）
 都営新宿線
■急行
通過
■各駅停車
瑞江駅 (S 19) - 篠崎駅 (S 20) - 本八幡駅 (S 21)